# مرفق أروح
المِرْفَقٌ الأَرْوَح(بالإنجليزية: Cubitus valgus)‏، هو تشوه طبي في الأروح، حيث تكون زاوية الساعد بعيدة عن الجسم بدرجة أكبر من المعتاد عند تمديدها بالكامل؛ حيث من الطبيعي أن تكون الزاوية أصغر (المعروفة باسم زاوية الحمل) وهي مقبولة وتحدث في عموم السكان.
عند ظهور حالة المرفق الأروح منذ الولادة، فقد تكون مؤشرًا على متلازمة تيرنر أو متلازمة نونان. ويمكن أيضًا أن تظهر في بعض الكسور أو الصدمات. تتراوح زاوية المرفق الأروح الفسيولوجية من 3 درجات إلى 29 درجة. عادة ما يكون المرفق الأروح أكثر وضوحًا لدى النساء من الرجال. يمكن أن يحدث التشوه أيضًا كمضاعفات لكسر اللقمة الوحشية لعظم العضد، مما قد يؤدي إلى شلل العصب الزندي المتأخر.
الحالة المعاكسة للمرفق الأروح هي«المرفق الأفحج».